# Saint-Étienne-du-Bois (Ain)
Saint-Étienne-du-Bois és un municipi francès situat al departament de l'Ain i a la regió d'Alvèrnia-Roine-Alps. L'any 2007 tenia 2.397 habitants.

## Demografia

### Població
El 2007 la població de fet de Saint-Étienne-du-Bois era de 2.397 persones. Hi havia 945 famílies de les quals 245 eren unipersonals (100 homes vivint sols i 145 dones vivint soles), 300 parelles sense fills, 328 parelles amb fills i 72 famílies monoparentals amb fills.
La població ha evolucionat segons el següent gràfic:
Habitants censats

### Habitatges
El 2007 hi havia 1.006 habitatges, 963 eren l'habitatge principal de la família, 13 eren segones residències i 30 estaven desocupats. 812 eren cases i 175 eren apartaments. Dels 963 habitatges principals, 677 estaven ocupats pels seus propietaris, 272 estaven llogats i ocupats pels llogaters i 14 estaven cedits a títol gratuït; 33 tenien una cambra, 56 en tenien dues, 129 en tenien tres, 240 en tenien quatre i 505 en tenien cinc o més. 772 habitatges disposaven pel capbaix d'una plaça de pàrquing. A 361 habitatges hi havia un automòbil i a 525 n'hi havia dos o més.

### Piràmide de població
La piràmide de població per edats i sexe el 2009 era:
| Homes | Edats   | Dones |
| ----- | ------- | ----- |
| 0     | 95 o +  | 8     |
| 4     | 90 a 94 | 4     |
| 8     | 85 a 89 | 12    |
| 20    | 80 a 84 | 8     |
| 24    | 75 a 79 | 28    |
| 36    | 70 a 74 | 44    |
| 68    | 65 a 69 | 44    |
| 56    | 60 a 64 | 64    |
| 52    | 55 a 59 | 60    |
| 80    | 50 a 54 | 100   |
| 48    | 45 a 49 | 40    |
| 76    | 40 a 44 | 56    |
| 92    | 35 a 39 | 72    |
| 80    | 30 a 34 | 96    |
| 68    | 25 a 29 | 60    |
| 56    | 20 a 24 | 56    |
| 64    | 15 a 19 | 36    |
| 56    | 10 a 14 | 76    |
| 72    | 5 a 9   | 96    |
| 84    | 0 a 4   | 28    |

## Economia
El 2007 la població en edat de treballar era de 1.533 persones, 1.207 eren actives i 326 eren inactives. De les 1.207 persones actives 1.165 estaven ocupades (609 homes i 556 dones) i 42 estaven aturades (16 homes i 26 dones). De les 326 persones inactives 146 estaven jubilades, 109 estaven estudiant i 71 estaven classificades com a «altres inactius».

### Ingressos
El 2009 a Saint-Étienne-du-Bois hi havia 950 unitats fiscals que integraven 2.367,5 persones, la mediana anual d'ingressos fiscals per persona era de 18.760 €.

### Activitats econòmiques
Dels 100 establiments que hi havia el 2007, 2 eren d'empreses alimentàries, 1 d'una empresa de fabricació de material elèctric, 1 d'una empresa de fabricació d'elements pel transport, 10 d'empreses de fabricació d'altres productes industrials, 12 d'empreses de construcció, 23 d'empreses de comerç i reparació d'automòbils, 7 d'empreses de transport, 5 d'empreses d'hostatgeria i restauració, 5 d'empreses financeres, 3 d'empreses immobiliàries, 9 d'empreses de serveis, 12 d'entitats de l'administració pública i 10 d'empreses classificades com a «altres activitats de serveis».
Dels 31 establiments de servei als particulars que hi havia el 2009, 1 era una oficina de correu, 1 una oficina bancària, 4 tallers de reparació d'automòbils i de material agrícola, 1 taller d'inspecció tècnica de vehicles, 1 autoescola, 4 paletes, 2 fusteries, 3 lampisteries, 3 electricistes, 1 empresa de construcció, 4 perruqueries, 3 restaurants, 1 agència immobiliària, 1 tintoreria i 1 saló de bellesa.
Dels 10 establiments comercials que hi havia el 2009, 1 era una gran superfície de material de bricolatge, 3 fleques, 1 una fleca, 1 una llibreria, 1 una sabateria, 1 una botiga de material de revestiment de parets i terra i 2 floristeries.
L'any 2000 a Saint-Étienne-du-Bois hi havia 53 explotacions agrícoles que ocupaven un total de 1.537 hectàrees.

## Equipaments sanitaris i escolars
L'únic equipament sanitari que hi havia el 2009 era una farmàcia.
El 2009 hi havia 1 escola maternal i 2 escoles elementals.

## Poblacions més properes
El següent diagrama mostra les poblacions més properes.